# Emam-Ali Habibi
Emam-Ali Habibi (em persa:امامعلی حبيبی گودرزی, Babol, 27 de maio de 1931) é um ex-lutador de luta livre iraniano.

## Carreira
Foi vencedor da medalha de ouro na categoria de 62-67 kg em Melbourne 1956.